# Katolikus fiúiskola (Makó)

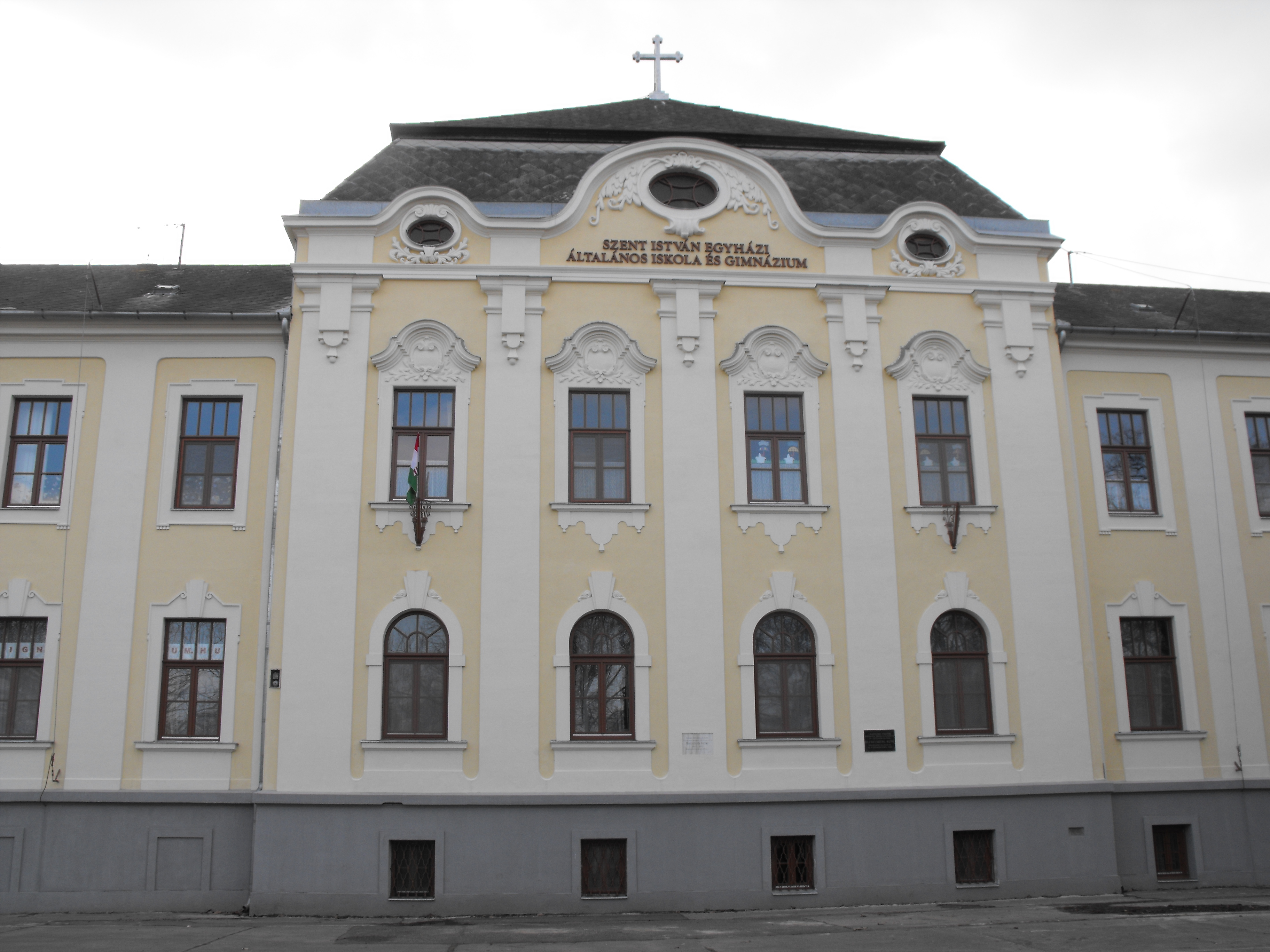
Az iskolaépület középső szakasza

A katolikus elemi és polgári fiúiskola Makó egyik legszebb neobarokk épülete, 1930-ban készült.
Az épület helyén korábban is katolikus népiskola állt, ami az 1920-as évekre rozogává vált. Bezdán József makói plébános, pápai prelátus közbenjárására az egyháztanács 1927-ben új elemi- és polgári fiúiskola építéséről határozott. A terveket és a költségvetést Kövecs Antal, makói építész készítette el. A teljes iskola felépítésére nem tudták előteremteni a szükséges anyagiakat, ezért először az elemi iskolát építették meg a Szent István-plébániatemplom felől. Kövecs kivitelező munkája nyomán tíz hónap alatt elkészült az épület, 1928 szeptemberében már a tanítás is elkezdődhetett.
Bár az építkezés folytatása szükséges lett volna a régi iskolaépületet életveszélyesnek nyilvánítása miatt, de a gazdasági világválság miatt nem tudtak állami forrást szerezni a munkálatokhoz. A tanfelügyelőség elrendelte az épület rendbehozását, az egyháztanács pedig aládúcoltatta a tantermeket. Az építkezés ezután csaknem öt évig szünetelt; hogy folytatódhatott, az Csepregi Imre, frissen beiktatott plébános, pápai prelátus érdeme. Ő tárgyalt a kultuszminisztériummal, utalt ki az ínségmunkaalapból pénzt munkabérre, és ő javasolta a szolgálati lakások elhagyását.
1933. április 7-én nyilvános versenytárgyalást tartottak, ahol az új szárny kivitelezésének jogát a Makói Kőművesmesterek Alkalmi Csoportja és Zombori Lajos asztalosmester nyerte el. Még az év október 12-re el is készültek. A második ütem alatt felépült iskolarész is Kövecs Antal neobarokk tervei szerint épült meg. Az új iskolát 1933. október 29-én Glattfelder Gyula, a szeged-csanádi megyés püspök áldotta meg.
Az épület manzárdtetőt kapott. Látványos az íves oromfalú középrizalit, a földszint íves ablakai, és az emeleti szint mozgalmas szemöldökpárkánya. A sarokrizalitoknál az épület már veszít dinamikájából, a timpanon is nyugodtabb hatású. A második és negyedik szakasz sem hivalkodó; itt a legtetszetősebb az ajtók fölötti szemöldökdísz, melyben az építkezés évszámát is föltüntették: a jobb ajtó fölé került a munka kezdete, 1927, a balszárnyra pedig a befejezés éve, 1933. Az alaprajzi elrendezés egytraktusú oldalfolyosós szerkezetű.

Csepregi Imre hívására a Miasszonyunkról Nevezett Szegény Iskolanővérek tanítottak az iskolában 1935-től, amelyet Klebelsberg Kunóról nevezték el. 1948-ban államosították, és az intézmény Szent István téri Általános Iskola néven működött tovább. 1959-ben a helyi munkásmozgalom alakjáról, Farkas Imréről nevezték el. 1976-ban beolvasztották a Kun Béla Általános Iskolába - a mai Makói Általános Iskola Belvárosi tagintézményébe, annak Kálvin téri épületébe.
1991 őszétől újból az iskolanővérek vezetése alatt működik. Először a katolikus általános iskola nyílt meg, amely később, felmenő rendszerben 12 évfolyamossá fejlődött, és gimnáziumi profillal egészült ki. Az épület legutolsó felújítása 2006-ban történt, a Szeged-Csanádi Egyházmegye anyagi támogatásával: renoválták a külső homlokzatot és visszahelyezték az épület tetejére az államosításkor eltávolított nagyméretű keresztet.